# ویلهلم بانگرت
ویلهلم بانگرت (آلمانی: Wilhelm Bungert؛ زادهٔ ۱ آوریل ۱۹۳۹) یک تنیس‌باز اهل آلمان است.